# Ротонди
Ротонди (итал. Rotondi) — коммуна в Италии, располагается в регионе Кампания, в провинции Авеллино.
Население составляет 3346 человек, плотность населения составляет 478 чел./км². Занимает площадь 7 км². Почтовый индекс — 83017. Телефонный код — 0824.
Покровителем населённого пункта считается Архангел Михаил. Праздник ежегодно празднуется 29 сентября.